# Macapta carnescens
Macapta carnescens là một loài bướm đêm trong họ Noctuidae.